# Нокона (Тексас)
Нокона (енгл. Nocona) град је у америчкој савезној држави Тексас. По попису становништва из 2010. у њему је живело 3.033 становника.

## Демографија
Према попису становништва из 2010. у граду је живело 3.033 становника, што је 165 (5,2%) становника мање него 2000. године.
| Група             | 2000.         | 2010.         |
| Белци             | 2.738 (85,6%) | 2.394 (78,9%) |
| Афроамериканци    | 8 (0,3%)      | 16 (0,5%)     |
| Азијати           | 11 (0,3%)     | 7 (0,2%)      |
| Хиспаноамериканци | 399 (12,5%)   | 579 (19,1%)   |
| Укупно            | 3.198         | 3.033         |